# 1848 en Italie
Chronologie de l'Italie
- 1844
- 1845
- 1846
- 1847
- 1848
- 1849
- 1850
- 1851
- 1852

## Événements
- 1er janvier : émeutes à Milan (sous contrôle autrichien) pour protester contre l’augmentation du tabac, monopole d’État[1].
- 12 janvier : Palerme se révolte contre les Bourbons et rétablit la Constitution de 1812. Début de la révolution indépendantiste de Sicile[2].

- 25 janvier : manifestations à Naples. Le roi Ferdinand II promet une Constitution par une proclamation le 29 janvier[3]. Elle est promulguée le 11 février[4].
- Février : le mouvement pour la constitution s’étend au Piémont. Les 8 et 11 février, Charles-Albert de Sardaigne et Léopold II de Toscane promettent à leur tour une Constitution, promulguée en mars[3].

- 4 mars : Charles Albert, roi de Sardaigne, proclame une Constitution pour le royaume de Sardaigne, le Statuto[4] qui adopte le drapeau tricolore de 1796.
- 14 mars : le pape octroie une constitution à ses États[4].
- 17 mars : révolution à Venise[5].

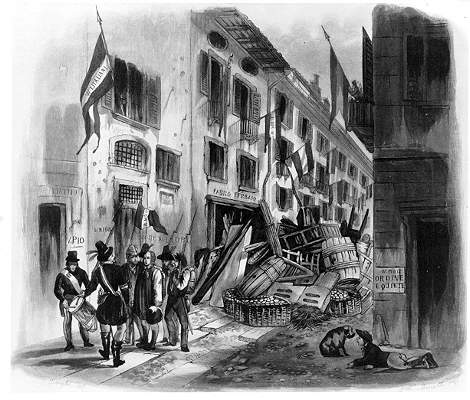
18-22 mars : les cinq journées de Milan

- 18-22 mars : cinq journées de Milan. Les troupes autrichiennes du général Radetzky se retirent[1].
- 22 mars : proclamation de la république de Saint-Marc à Venise par Daniele Manin et Niccolò Tommaseo. Le général Zichy capitule et les troupes croates évacuent la ville[6].
- 23 mars : le roi Charles-Albert de Sardaigne déclare la guerre à l’Autriche. début de la première guerre d'indépendance italienne[7].
- 29 mars : le gros des troupes piémontaises franchit le Tessin et entre en Lombardie[7]. Il chasse les ducs de Parme et de Modène. Mazzini et Garibaldi décident de collaborer au mouvement. L’opinion publique contraint les princes italiens à envoyer des contingents pour soutenir les Piémontais.

- 11 avril : les troupes piémontaises passent le Mincio[7].
- 29 avril : le pape refuse d’envoyer des troupes, puis doit s’incliner[8].

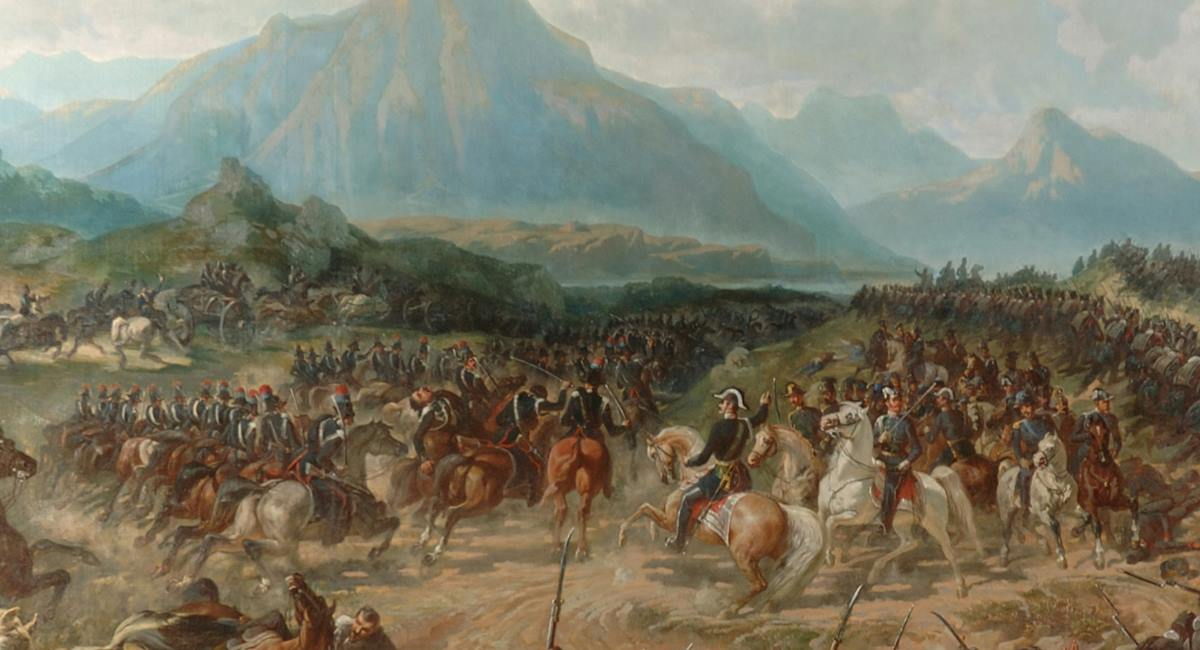
30 avril : bataille de Pastrengo

- 30 avril : victoire piémontaise à la bataille de Pastrengo[7].

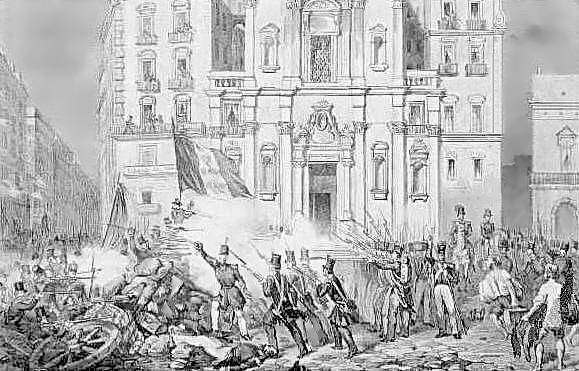
15 mai : Naples

- 15 mai : Ferdinand II de Naples, par peur des radicaux et des troubles décide de dissoudre le Parlement. La révolution à Naples est écrasée dans le sang[9].
- 22 mai : Ferdinand II de Naples rappelle les troupes de Guglielmo Pepe, qui n’obéit pas[10].
- 29 mai : la Lombardie, Modène, Parme et Plaisance se prononcent pour la fusion avec le Piémont[11].

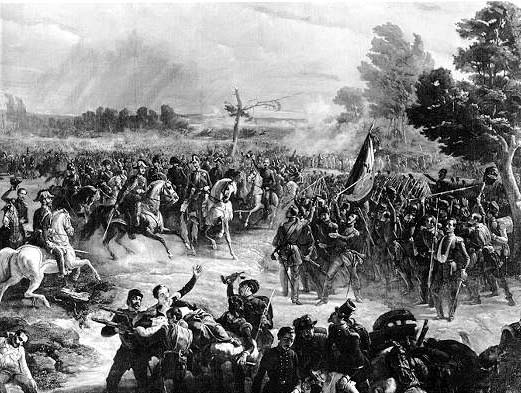
30 mai : bataille de Goito

- 30 mai : les troupes piémontaises sont victorieuses à la bataille de Goito[7]. Charles-Albert refusant toute aide des volontaires lombards, des milices garibaldiennes et des troupes alliées est isolé.
- 3 juillet : réunion de l’assemblée vénète ; le lendemain, elle se prononce pour l’annexion de la Vénétie au Piémont[12].
- 10 juillet : promulgation du Statut fondamental du royaume de Sicile, inspiré de la Constitution espagnole de 1812. Les insurgés siciliens offrent la couronne au second fils de Charles-Albert, le duc de Gênes[13].
- 25 juillet : victoire des troupes autrichiennes et tyroliennes de Radetzky sur les insurgés lombards et piémontais de Charles-Albert de Sardaigne à la bataille de Custoza[7].
- 6 août : les Autrichiens entrent à Milan[14]>.
- 9 août : Charles-Albert est contraint d'accepter l’armistice Salasco, signé par le signé par général Salasco, et se retire dans ses États[14].
- 11 août : la République est proclamée de nouveau à Venise par Daniele Manin à l’annonce de l’armistice de Salasco[15].
- 26 août : les derniers insurgés italiens conduits par Garibaldi sont vaincus au combat de Morazzone, en Lombardie. Garibaldi passe en Suisse[16].

- 6 septembre : attaque de Messine par les troupes napolitaines conduites par Filangieri ; la ville est bombardée puis prise après quatre jours de combats[17]. Ferdinand II des Deux-Siciles y gagne son surnom de Re Bomba. Début de la reconquête de la Sicile révoltée.

- 16 octobre : une insurrection à Florence impose un gouvernement démocratique dirigé par Montanelli et Guerrazzi[18]. Alors que Montanelli propose de réunir une Assemblée constituante italienne, Léopold II de Toscane fuit la Toscane pour se réfugier à Gaète.

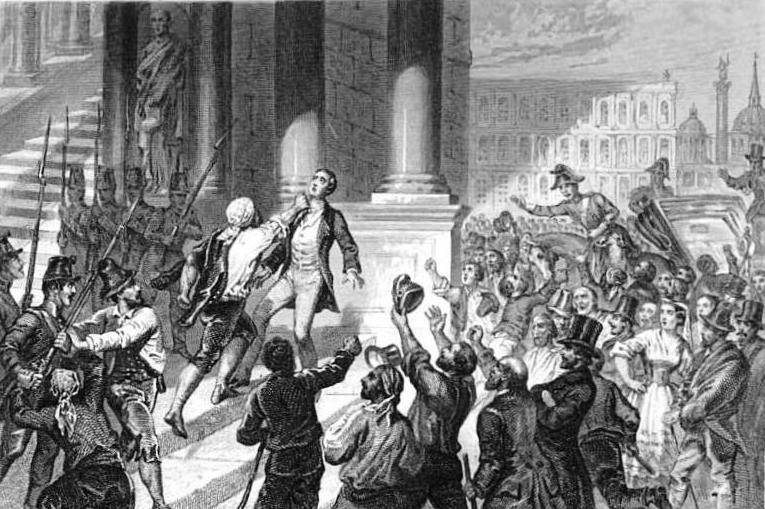
Assassinat de Rossi.

- 15 novembre : à Rome, l’assassinat du ministre de Pie IX, Pellegrino Rossi lors de l’ouverture du Parlement, déclenche l’émeute des démocrates[18].

- 24 novembre : contraint de former un ministère démocrate, Pie IX fuit également à Gaëte d’où il annule toutes les décisions prises par le nouveau ministère. Une Constituante proclame la fin du pouvoir temporel et une République romaine dirigée par un triumvirat (Aurelio Saffi, Carlo Armellini, Giuseppe Mazzini)[18].

- 16 décembre : au Piémont, où l’on reproche à Charles-Albert d’avoir privilégié les intérêts dynastiques aux intérêts italiens et d’avoir mené une guerre désastreuse, Gioberti forme un gouvernement avec le démocrate Rattazzi à l’Intérieur. Son programme : obtenir l’indépendance de l’Italie par les armes dès que les circonstances le permettront, former une confédération, élever le niveau des classes les plus défavorisées[19].
- 30 décembre : dissolution de la Chambre au Piémont. Les mazziniens, plus radicaux, sont victorieux aux élections des 15 et 22 janvier 1849[20]. Ils veulent une reprise immédiate de la guerre et la création d’une Italie une et indivisible. Gioberti doit démissionner (21 février 1849).

### Politique
- 18 mars : 
  - Début du Gouvernement provisoire de Milan, qui gouverne la ville de Milan pendant 5 jours.
  - Début du gouvernement Balbo.
- 4 mai : début de la Ire législature du royaume de Sardaigne.
- 27 juillet : début du gouvernement Casati.
- 15 août : début du gouvernement Alfieri.
- 11 octobre : début du gouvernement Perrone.
- 16 décembre : début du gouvernement Gioberti

## Culture

### Opéras créés en 1848
- 25 octobre : Il corsaro, melodramma tragico de Giuseppe Verdi, créé au Teatro Grande de Trieste.
- 30 novembre : création de la version italienne de Poliuto, opera seria en trois actes de Gaetano Donizetti, livret de Salvatore Cammarano d'après la tragédie Polyeucte de Pierre Corneille, au Teatro San Carlo à Naples, après la mort du compositeur [21]. Composé en 1838 et interdit par la censure napolitaine, l'ouvrage avait été transposé en français par Eugène Scribe sous le titre Les Martyrs (opéra en 4 actes) et créé dans cette version à l'Opéra de Paris le 10 avril 1840[21].

## Naissance en 1848
- x

## Décès en 1848
- 8 avril : Gaetano Donizetti, 50 ans, compositeur prolifique de la période romantique, au répertoire varié, dont de la musique religieuse, des pièces pour quatuor à cordes et des œuvres orchestrales, mais surtout célèbre pour ses opéras. (° 29 novembre 1797)
- 5 août : Nicola Vaccai, 58 ans, compositeur, ultime représentant[22] de l'École napolitaine de musique, auteur d'opéras (17), de diverses œuvres de Musique sacrée, de cantates et de quatre ballets. (° 15 mars 1790)
- 6 août : Clementina Gandolfi, 53 ans, peintre baroque, l'une des dernières représentantes de l'école bolonaise. (° 1795)